# Estadio 15 de Abril
Das Estadio 15 de Abril (deutsch Stadion des 15. April) ist ein Fußballstadion in der argentinischen Stadt Santa Fe. Es wurde am 29. April 1929 offiziell eröffnet und fasst heute 27.000 Zuschauer.
Den Namen trägt das Stadion anlässlich des Gründungstages des heimischen Fußballvereins Unión de Santa Fe im Jahr 1907, der hier seine Heimspiele austrägt.